# Прешево
Прешево (алб. Preshevë или Presheva) је градско насеље у Србији и седиште истоимене општине у Пчињском управном округу. Насеље лежи на Прешевској Моравици, у равници. Налази се на крајњем југу Србије, на граници са Северном Македонијом. Територија ове општине налази се на вододелници Егејског и Црног мора.
Укупна површина територије општине Прешево износи 264 km2. Према попису из 2022. у Прешеву је било 14.219 становника, што представља пораст у односу на попис из 2002. године. Средиште је Албанаца у централној Србији, који чине апсолутну већину становништва.

## Историја
Прешево је било у Старој Србији, некадашња "жупа". Ту се пре Косовске битке налазила српска посада, која је турске претходнице сачекала.
Дејановићи су 1371. године поред бројних других места, држали и Прешево. У повељи царице Евдокије и сина Константина издате 1381. године, помињу се села Прешево и "Бујановце". У Прешеву (предео у Моравици), Врању и Иногошту (предео од Владичиног Хана до Пољанице) био је владар "ћесар" Угљеша, брат српског краља Вукашина. Било је то у периоду 1400-1423. године Западно од Прешева се налазе рушевине утврђења "Хисара". Током турске вишевековне владавине место се двапут помиње у Пчињском (калуђерском) поменику из 15. века. Мађарски конзул Б. Курипешић је ту прошао још 1531. године, аустријски конзул Хан је наишао кроз Прешево путујући за Цариград 1868. године.
Административно средиште Прешевске казе крајем 19. века је било Прешево. Налази се подно планине Карадага, близу жељезничке пруге, и ту је пуно засађеног воћа. Најглавнији занати су им ужарски (због усева конопље; главни производ "осмаци"), мутавџиски (покровци, вреће, бисаге), ковачки и лончарски, а мање качарски и стругарски. То је насеље са 3.000 становника, у којем поред Турака, једну осмину становништва чине Јорговци. То су били Цигани православне вере. Прешево је имало више махала, од којих је најстарија "Река Махала". Та древна махала се претходно звала "Дежевска" и у њој су 1878. године били остаци стариначких српских родова.
Крајем 19. века у Прешеву је 600 кућа, од којих су 570 Арнанаса, а 30 православних српских. У месту је поред српске основне школе (од 1891) и турска полугимназија тзв. руждија. Прешево је 1894. године било око пола сата удаљено од истоимене жељезничке станице. По сведочењу једног путника: "Показало ми се као једно по изгледу веома неугледно место; гомила кућа свакога кроја и грађе." Али Прешево је у то време важило за административни и трговачки центар тог краја. Прва џамија у Прешеву је грађена 1856. године. Пред Прешевом се налазио хан Биљача, где су свраћали путници намерници. Касније ће ту бити успостављена граница између Србије и турске царевине, са прелазом.
Главни друм који пролази поред Прешева грађен је 1865. године, а жељезничка пруга са станицом подигнути су 1888. године. Обе саобраћајнице се налазе неколико километара далеко од насеља. Развој је кренуо под српском влашћу од 1878. године, када је ту у варошици установљено управно средиште локалне власти. Ту су се после рата 1878. године населили арбанашки и турски мухаџири, а Прешево тада има око 250 кућа. Место је постало битно јер је почела рад пијаца и чаршија се покренула. До 1912. године ту је било турских ага које су имале поседе и у околним местима.
У Прешеву је у старо време била православна црква посвећена Св. Тројици, над чијим рушевинама су Турци подигли џамију. Повише Прешева је некад била православна црква посвећена Св. Димитрију, које је пропала након одласка последњих Срба старинаца . Простор изнад Прешева се назива "Манастириште", и ту је наводно била стара средњовековна задужбина српског деспота Дејана, посвећена Пресветој Богородици у "Ариљевици". Садашња прешевска православна црква Св. Димитрија је подигнута 1905. године, али су је Арнаути срушили 1913. године. Након Првог светског рата обновљена и придодат јој је звоник.
Срби старинци су се иселили 1878. године у Србију, а нови талас Срба насељеника јавља се 1912. године. У међувремену су ту живеле малобројне породице Цигана, разних конфесија. Број Срба се по завршетку Другог светског рата попео на 30%.
Указом Краља од 23. јануара 1914. године насеље је добило статус варошице.
Када су Бугари (Друга бугарска армија) 1. октобра 1915. године ушли у Прешево, место је било празно јер су сви становници побегли. Стари главни (римски) пут ка југу је пролазио кроз Прешево, као и касније и жељезница. Каже се 1917. године да су два главна места у Прешевској долини: Прешево (административни центар) а Бујановац (главни трговачки центар). Прешево је типа чисто арнаутског, а Бујановац типа словенског. Примећено је да су се и у Бујановцу почели груписати насељеници Арнаути и Турци.
Заузимањем председника прешевске општине Настаса Димитријевића и среског начелника Светолика Драгачевца, кренуо је тридесетих година 20. века развој Прешева. Предуслов је био изградња добрих приступних путева, ка жељезничкој станици и ка главном друму, који су урађени у пролеће 1930. године. За развој пчеларства посађено је до тада 30.000 садница багрема, око насеља на падинама околних брда. Подигнута је нова зграда општинске куће (суда), уређен парк, калдрмисане улице и уређена велика сточна пијаца на обали реке. У згради намењеној за болницу радило се на отварању Ниже пољопривредне школе. Постојало је 1927. године складиште непрерађеног дувана у Прешеву, а 1938. године подигнута је нова зграда пореске управе. Деловала је ту 1928. године Српска национална омладина "Деспот Угљеша", која је приређивала забаве. Када је покренута акција скупљања прилога за споменик краљу Петру у Скопљу, први су се одазвали Прешевци са својим прилогом скупљеним на једној забави. Основано је 1928. године у месту и "Друштво за народно просвећивање", које су чинили углавном чиновници, и бавило се културом и просвећивањем становништва.
Подигнуто је у Прешеву лето 1929. године спомен-обележје изгинулим и помрлим српским ратницима током ратова 1912. и 1913. године. Споменик и костурница постављени су надомак прешевске жељезничке станице, у долини Карадагу. Била је то заслуга ратног инвалида Обрена Рашковића, среског начелника Жарка Томановића и председника општине Прешево Величка Горумовића. Срби војници су страдали 1912. године у рату, а 1913. године и од епидемије колере, која је ту харала. Бугарски окупатор је међутим током Првог светског рата готово у потпуности уништио - оскрнавио то српско гробље. Када су се после ослобођења у прешевској околини населили колонисти Срби из Јужне Србије и Црне Горе копајући њиве, наилазили су на разбацане људске кости. Оне су сада скупљене у оквиру те спомен-костурнице.
Пописано је у Прешеву 1931. године 3000 становника.
Прешево је 1934. године имало две јавне државне велике зграде: бановинску (у којој су били среско начелство, пореска управа, срески референти, жандармеријски вод и стан среског начелника) и школску. Та једина школска зграда је "препукла" тада па је новембра 1934. године Прешево било без основне школе, јер је зграда била затворена.
У Прешеву је између два светска рата живео бивши милионер Милутин Станковић. Обогатио се овај у Америци, радећи прво као радник, па настојник од поверења у фабрици барута. Сарађивао је са Пупином у оквиру "Народне одбране", заједнички су агитовали за Србе и скупљали помоћ, током Првог светског рата. Пупин му је поклонио златни прстен, али га је овај непажњом изгубио. Написао је књигу "Србија у крви и пламену", и писао пропагандне чланке у америчким новинама; ширио тако истину о страдању Срба. Када је хтео да се врати кући, опљачкао га је међутим италијански гангстер Гамола. Када је Милутин подигао уштеђен велики новац у банци у Детроиту, пратили су га Гамолини људи и на једној трамвајској станици отели (из џепова) 1.100.000 српских динара. Морао је Станковић да се поново запосли и за десет месеци зарадили неколико хиљада динара, тек да се врати у Прешево. Несуђени милионер се у завичају опет бавио надничењем.
До 1947. године седиште среза је било у Прешеву, па пренето у Бујановац.
Као и на Косову, и овде је постојао проблем исељавања Срба – 1.820 према попису из 1981. Од 950 српских домаћинстава у општини 1983, 340 их је било спремно на одлазак. Те године у први разред основне школе није уписан ниједан ученик из српских породица.
Побуна албанских терориста на југу Србије отпочета 1999. успешно је оконачана југословенском победом 2001. године.

## Демографија
У насељу Прешево живи 8.641 пунолетни становник, а просечна старост становништва износи 29,9 година (29,2 код мушкараца и 30,5 код жена). У насељу има 3.073 домаћинстава, а просечан број чланова по домаћинству је 4,37.
Ово насеље је углавном насељено Албанцима (према попису из 2002. године).
|             | \| Демографија[17] \| Демографија[17] \| Демографија[17] \| \| Година \| Становника \| Становника \| \| --------------- \| --------------- \| --------------- \| \| 1948. \| 5.102 \| \| \| 1953. \| 5.051 \| \| \| 1961. \| 5.680 \| \| \| 1971. \| 7.657 \| \| \| 1981. \| 11.637 \| \| \| 1991. \| 15.107 \| 14.367 \| \| 2002. \| 13.426 \| 17.899 \| \| 2022. \| 14.219 \| \| |            |
| Демографија | |            |
| Година      | Становника | Становника |
| 1948.       | 5.102 |            |
| 1953.       | 5.051 |            |
| 1961.       | 5.680 |            |
| 1971.       | 7.657 |            |
| 1981.       | 11.637 |            |
| 1991.       | 15.107 | 14.367     |
| 2002.       | 13.426 | 17.899     |
| 2022.       | 14.219 |            |

| \| \| м \| \| \| ж \| \| ? \| 67 \| \| \| 101 \| \| 80+ \| 35 \| \| \| 61 \| \| 75—79 \| 58 \| \| \| 78 \| \| 70—74 \| 126 \| \| \| 162 \| \| 65—69 \| 204 \| \| \| 217 \| \| 60—64 \| 274 \| \| \| 230 \| \| 55—59 \| 250 \| \| \| 330 \| \| 50—54 \| 232 \| \| \| 264 \| \| 45—49 \| 325 \| \| \| 328 \| \| 40—44 \| 429 \| \| \| 410 \| \| 35—39 \| 422 \| \| \| 451 \| \| 30—34 \| 507 \| \| \| 544 \| \| 25—29 \| 451 \| \| \| 568 \| \| 20—24 \| 505 \| \| \| 510 \| \| 15—19 \| 678 \| \| \| 619 \| \| 10—14 \| 693 \| \| \| 684 \| \| 5—9 \| 706 \| \| \| 661 \| \| 0—4 \| 650 \| \| \| 596 \| \| Просек : \| 29,2 \| \| \| 30,5 \| |      |  |  |      |
| |      |  |  |      |
| | м    |  |  | ж    |
| ? | 67   |  |  | 101  |
| 80+ | 35   |  |  | 61   |
| 75—79 | 58   |  |  | 78   |
| 70—74 | 126  |  |  | 162  |
| 65—69 | 204  |  |  | 217  |
| 60—64 | 274  |  |  | 230  |
| 55—59 | 250  |  |  | 330  |
| 50—54 | 232  |  |  | 264  |
| 45—49 | 325  |  |  | 328  |
| 40—44 | 429  |  |  | 410  |
| 35—39 | 422  |  |  | 451  |
| 30—34 | 507  |  |  | 544  |
| 25—29 | 451  |  |  | 568  |
| 20—24 | 505  |  |  | 510  |
| 15—19 | 678  |  |  | 619  |
| 10—14 | 693  |  |  | 684  |
| 5—9 | 706  |  |  | 661  |
| 0—4 | 650  |  |  | 596  |
| Просек : | 29,2 |  |  | 30,5 |

| Година пописа     | 1948. | 1953. | 1961. | 1971. | 1981. | 1991. | 2002. |
| ----------------- | ----- | ----- | ----- | ----- | ----- | ----- | ----- |
| Број домаћинстава | 931   | 934   | 1.103 | 1.405 | 2.071 | 2.737 | 3.073 |

| Број чланова      | 1   | 2   | 3   | 4   | 5   | 6   | 7   | 8  | 9  | 10 и више | Просек |
| ----------------- | --- | --- | --- | --- | --- | --- | --- | -- | -- | --------- | ------ |
| Број домаћинстава | 203 | 432 | 397 | 585 | 649 | 413 | 220 | 91 | 38 | 45        | 4,37   |

| Пол    | Укупно | Неожењен/Неудата | Ожењен/Удата | Удовац/Удовица | Разведен/Разведена | Непознато |
| ------ | ------ | ---------------- | ------------ | -------------- | ------------------ | --------- |
| Мушки  | 4.563  | 1.464            | 2.965        | 112            | 11                 | 11        |
| Женски | 4.873  | 1.276            | 3.161        | 413            | 20                 | 3         |
| УКУПНО | 9.436  | 2.740            | 6.126        | 525            | 31                 | 14        |

| Пол    | Укупно                    | Пољопривреда, лов и шумарство | Рибарство                            | Вађење руде и камена | Прерађивачка индустрија       |
| ------ | ------------------------- | ----------------------------- | ------------------------------------ | -------------------- | ----------------------------- |
| Мушки  | 1.378                     | 86                            | 0                                    | 2                    | 292                           |
| Женски | 552                       | 89                            | 0                                    | 1                    | 146                           |
| Укупно | 1.930                     | 175                           | 0                                    | 3                    | 438                           |
|        |                           |                               |                                      |                      |                               |
| Пол    | Производња и снабдевање   | Грађевинарство                | Трговина                             | Хотели и ресторани   | Саобраћај, складиштење и везе |
| Мушки  | 14                        | 11                            | 236                                  | 22                   | 94                            |
| Женски | 0                         | 0                             | 35                                   | 5                    | 6                             |
| Укупно | 14                        | 11                            | 271                                  | 27                   | 100                           |
|        |                           |                               |                                      |                      |                               |
| Пол    | Финансијско посредовање   | Некретнине                    | Државна управа и одбрана             | Образовање           | Здравствени и социјални рад   |
| Мушки  | 12                        | 19                            | 125                                  | 182                  | 70                            |
| Женски | 5                         | 8                             | 37                                   | 100                  | 72                            |
| Укупно | 17                        | 27                            | 162                                  | 282                  | 142                           |
|        |                           |                               |                                      |                      |                               |
| Пол    | Остале услужне активности | Приватна домаћинства          | Екстериторијалне организације и тела | Непознато            | Непознато                     |
| Мушки  | 39                        | 0                             | 0                                    | 174                  | 174                           |
| Женски | 12                        | 0                             | 0                                    | 36                   | 36                            |
| Укупно | 51                        | 0                             | 0                                    | 210                  | 210                           |

| Етнички састав према попису из 2002.‍ | Етнички састав према попису из 2002.‍ | Етнички састав према попису из 2002.‍ | Етнички састав према попису из 2002.‍ | Етнички састав према попису из 2002.‍ |
| ------------------------------------ | ------------------------------------ | ------------------------------------ | ------------------------------------ | ------------------------------------ |
|                                      |                                      |                                      |                                      |                                      |
| Албанци                              | Албанци                              |                                      | 11.746                               | 87,48%                               |
| Срби                                 | Срби                                 |                                      | 1.231                                | 9,16%                                |
| Роми                                 | Роми                                 |                                      | 321                                  | 2,39%                                |
| Македонци                            | Македонци                            |                                      | 14                                   | 0,10%                                |
| Бошњаци                              | Бошњаци                              |                                      | 12                                   | 0,08%                                |
| Руси                                 | Руси                                 |                                      | 4                                    | 0,02%                                |
| Хрвати                               | Хрвати                               |                                      | 3                                    | 0,02%                                |
| Муслимани                            | Муслимани                            |                                      | 3                                    | 0,02%                                |
| Црногорци                            | Црногорци                            |                                      | 2                                    | 0,01%                                |
| Мађари                               | Мађари                               |                                      | 2                                    | 0,01%                                |
| Чеси                                 | Чеси                                 |                                      | 1                                    | 0,00%                                |
| непознато                            | непознато                            |                                      | 42                                   | 0,31%                                |

| Етнички састав према попису из 2022.‍ | Етнички састав према попису из 2022.‍ | Етнички састав према попису из 2022.‍ | Етнички састав према попису из 2022.‍ | Етнички састав према попису из 2022.‍ |
| ------------------------------------ | ------------------------------------ | ------------------------------------ | ------------------------------------ | ------------------------------------ |
|                                      |                                      |                                      |                                      |                                      |
| Албанци                              | Албанци                              |                                      | 13.177                               | 92,7%                                |
| Срби                                 | Срби                                 |                                      | 680                                  | 4,8%                                 |
| Роми                                 | Роми                                 |                                      | 219                                  | 1,5%                                 |